# 咲見町一番街

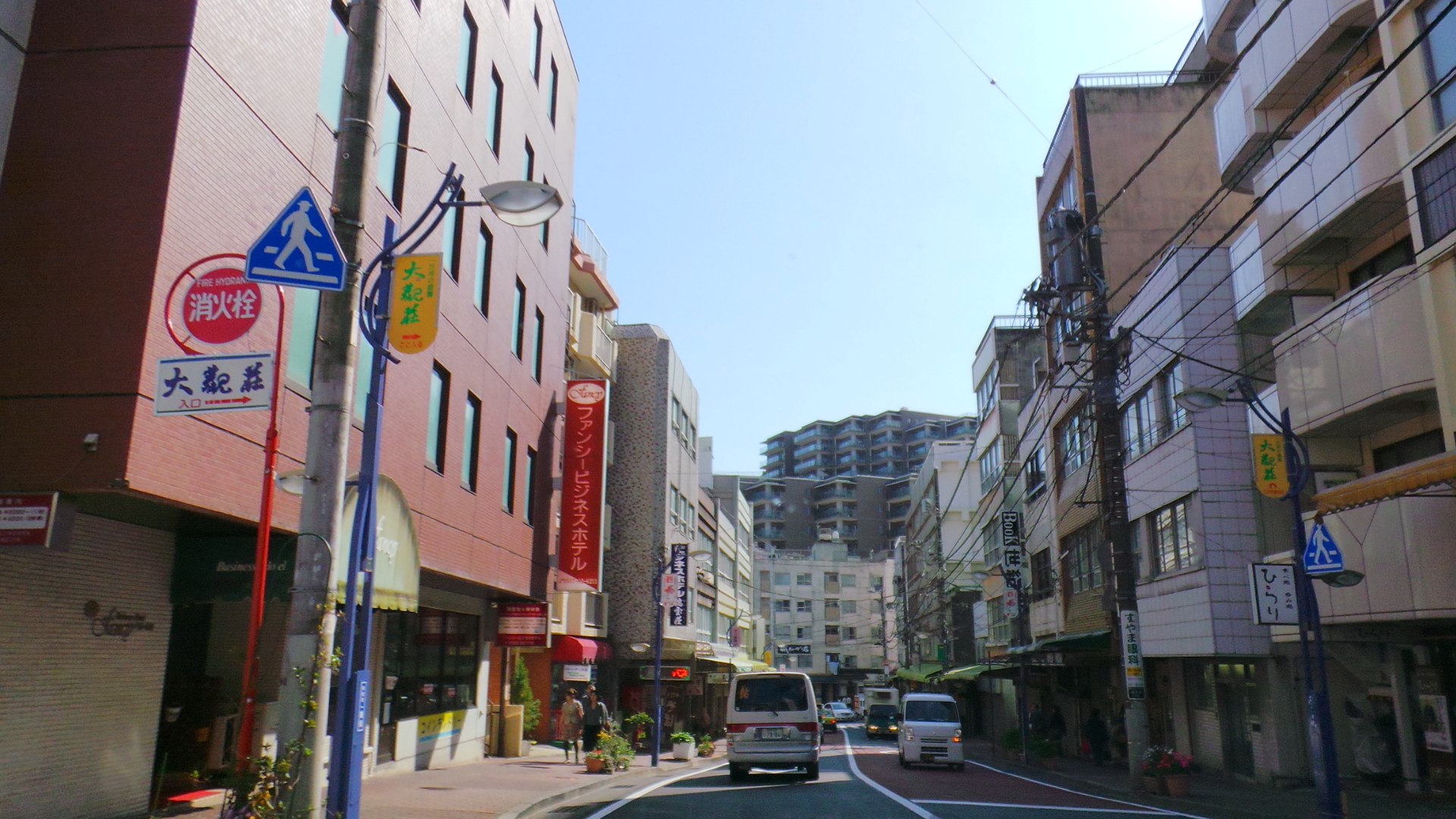
咲見町一番街。両脇の青い街灯が商店街のシンボルとなっている。

咲見町一番街（さきみちょういちばんがい）とは、静岡県熱海市の商店街。

## 概要
熱海駅の南脇にある「平和通り商店街」と、市街地の昔の温泉場近くにある「熱海銀座商店街」をつなぐ位置にある、咲見町の通りに形成されている商店街であり、「平和通り商店街」を出てすぐのガソリンスタンド（昭和シェル石油 熱海SS）辺りから、「来宮駅前通り」と交差する辺りまでの400m余りの距離に渡って、商店街が形成されている。道路は2つの曲がり角によって「S字」になった坂道であり、多様な飲食店・土産店の他、ホテルやリゾートマンションも建ち並んでいる。
商店街は、1968年（昭和43年）に発足した。

## 店舗

### 飲食店
- 海鮮市場 漁屋(りょうや)（海鮮）
- 熱海ゴールデンアイ（金目鯛ラーメン）
- 長舟(おさふね)（そば）
- 柾家(まさや)（和食、居酒屋）
- インビス(Imbiss)熱海（ドイツ料理・軽食）
- 地魚料理・鮨 佐々木（寿司）
- こばち（喫茶店）
- Taketomi（バー）
- どろめ茶屋 咲見店（海鮮丼）
- 天煌(テンファン)飯店（中華）
- のんき（寿司）
- 龍華庭ふくろう（海鮮、創作料理）
- Cafe Beluga（ロシア料理）
- プリン亭（喫茶店）
- 壹番（中華）
- バルバルATAMI（海鮮、居酒屋）
- 昇龍（台湾料理）
- や〜や〜屋（ラーメン）

### 食料品・土産店
- 東海ひもの（干物、立ち飲み）
- 基地 -teshigoto-（雑貨）
- 七尾たくあん 岸浅次郎商店
- 山田屋（魚すり身/練り物、イートイン）
- レフズ熱海（有機野菜、イートイン）
- 熱海ミニ横丁（土産、イートイン）
- 石舟庵 熱海店（和菓子）
- 湊鮮魚店
- 骨董屋（骨董品）
- 静岡茶専門店 茶千(ちゃせん)
- 熱海陶芸工房 doka土火（陶芸体験）

### 日用品
- シルク専門店 舞（レディース）
- 介護ショップ ミズタニ（寝具、介護用品）
- アルカヤ熱海（靴）

### 宿泊
- ファンシービジネスホテル
- 素泊まり宿 瑞宝荘
- 大江戸温泉物語あたみ（旧・南明ホテル）

### リゾートマンション
- コッコラーレ熱海
- カルム熱海
- 朝日フレール熱海
- 熱海シティヴィラ咲見町
- 咲見町ハイツ
- ゼファー熱海ビューステージ

### その他
- 昭和シェル石油 熱海SS（ガソリンスタンド）
- セブンイレブン 熱海咲見町店
- 三井のリパーク 熱海咲見町駐車場

### 旧跡
- 医王寺 - 歴史ある寺院。
- 豆相人車鉄道熱海駅跡 - 現・大江戸温泉物語あたみ脇。セブンイレブン熱海咲見町店の南脇の道路が、鉄道の路線跡であり、そこから下って終点の熱海駅へと至った[1][3][4]。

## 周辺
咲見町一番街から更に下った、「熱海銀座商店街」に至るまでの、「東銀座」と呼ばれている一帯にも、いくらかの店舗や宿が軒を連ねている。
- 菓子舗 間瀬(ませ) 咲見町店（和菓子）
- Shisha cafe KEDI（シーシャカフェ）
- ソフィア熱海デイサス（リゾートマンション）
- くろんぼ（喫茶店）
- 創作割烹なごみ
- ATAMICANA(アタミカーナ)（バー）
- Cafe Giraffe(カフェ・ジラフ)
- ホテル貫一
- 坂町の寺桜[5]
- レーベンリゾシア熱海シーサイドタワー（リゾートマンション）
- 石川屋（ラーメン）